# إريك تشنغ
اريك تشنغ (بالإنجليزية: Eric Cheng)‏ هو مصور أمريكي، ولد في 1975 في الولايات المتحدة.